# 阿拉巴马大学法学院
阿拉巴马大学法学院（University of Alabama School of Law）是一所自1872年起在美国阿拉巴马州塔斯卡卢萨创设的法学院，附属于阿拉巴马大学。该学院在《美国新闻与世界报道》的法学院排名里被评为第21名。该学院近年来排名上升很快，从2010年的38名跳跃到了2013年的21名，但院长突然辞职，引发大学对学院的成绩和奖学金展开调查。